# Hudičev boršt
Hudičev boršt je zavarovan gozd, ki se nahaja na 1328 m nadmorske višine, na pobočju Zaplate. Je sekundarni pragozd z zanimivim rastjem. Na zgornjem gozdnem robu so drevesa upognjena, saj se pozimi zaradi strmega travnatega pobočja sprožajo številni snežni plazovi, ki jih drevje prestreza. Na njegovem spodnjem robu se nahaja vodni izvir.
Nedaleč stran je stala lovska koča. Po temeljiti obnovi je zdaj na njenem mestu urejeno Zavetišče v Hudičevem borštu, s katerim upravlja PD Preddvor. Mimo obeh vodi markirana pešpot. Z nje je lep razgled na pobočja Krvavca, na Sorško polje, Škofjeloško hribovje in Julijske Alpe.

## Legenda
Ljudsko izročilo pravi, da je gozd nastal tedaj, ko ga je hudič odložil s hrbta, ko je v bližnjem Sv. Jakobu zazvonilo.

## Dostop
Najslikovitejši dostop do boršta je po krožni poti Mače - Kališče - Hudičev boršt - Javorov vrh - Potoška gora - Sv. Jakob - Potoče - Nova vas - Mače.